# Academie van Sint-Jans-Molenbeek

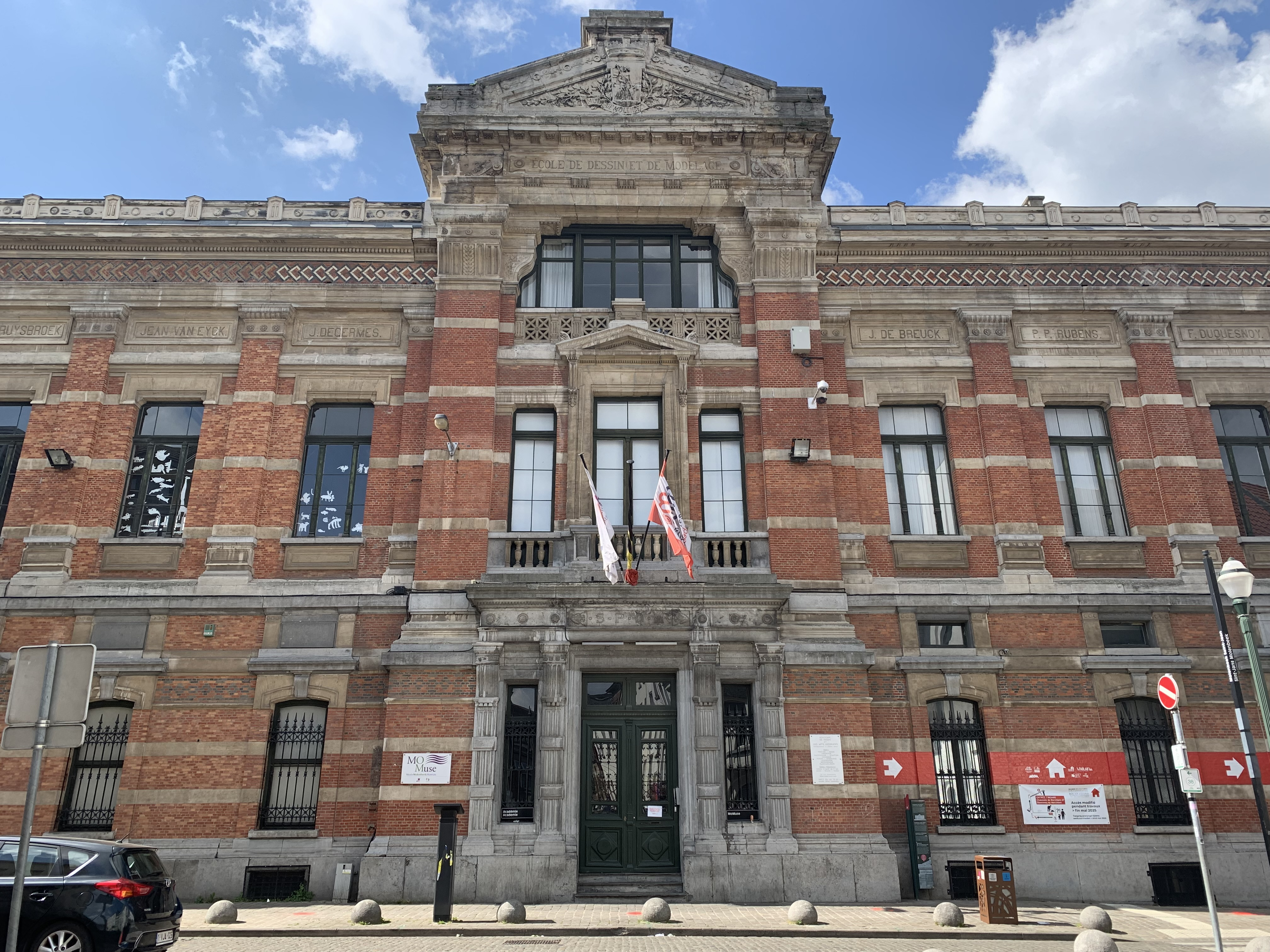
Academie van Sint-Jans-Molenbeek

De Academie van Sint-Jans-Molenbeek, officieel Academie voor tekenkunsten en visuele kunsten (Frans: Académie de Dessin et des Arts visuels), is een gemeentelijke school voor deeltijds kunstonderwijs in de Brusselse gemeente Sint-Jans-Molenbeek. Ze behoort tot de Franse Gemeenschap.

## Geschiedenis
Met de steun van het lokale patronaat richtte het gemeentebestuur in 1865 de Ecole de Dessin et de Modelage op om geschoolde ambachtslui te leveren voor de industrie, die zich in Molenbeek sterk ontwikkelde. Deze tekenacademie nam in 1880 haar intrek in een nieuw gebouw ontworpen door de architect Joseph Joachim Benoit, een leerling van Joseph Poelaert. Hij ordende de leslokalen rond een overdekte speelplaats en een monumentale trap uit marmer en smeedijzer. In cartouches boven de vensters zijn de namen van beroemde Belgische kunstenaars gebeiteld.
Van een vakschool voor decoratieve kunsten is de instelling geëvolueerd naar een school voor deeltijds kunstonderwijs. Ze organiseert ateliers voor jongeren tot 15 jaar. Boven die leeftijd zijn er gespecialiseerde lessen tekenen, schilderen, beeldhouwen, grafiek, keramiek, fotografie, video, animatiefilm, infografiek, boekbinden, enz.
Het gebouw is in 1996 beschermd. In 2006 werd het Huis van Culturen en Sociale Samenhang er gehuisvest. Ook het museum MoMuse opende vanaf 2018 de deuren in een voormalige studiezaal.